# Chesterland, Ohio
Chesterland este un loc desemnat de recensământ (CDP) în comitatul Geauga, Ohio, Statele Unite ale Americii. La recensământul din 2010, Chesterland avea o populație de 2.521 de locuitori.